# Cal Gras de Cellers
Cal Gras és una casa de Cellers, al municipi de Torà (Solsonès), inclosa a l'Inventari del Patrimoni Arquitectònic de Catalunya.

## Descripció
Es tracta d'una casa rural reformada, situada en un terreny desnivellat, dins el nucli urbà de Cellers. És la darrera casa del poble.

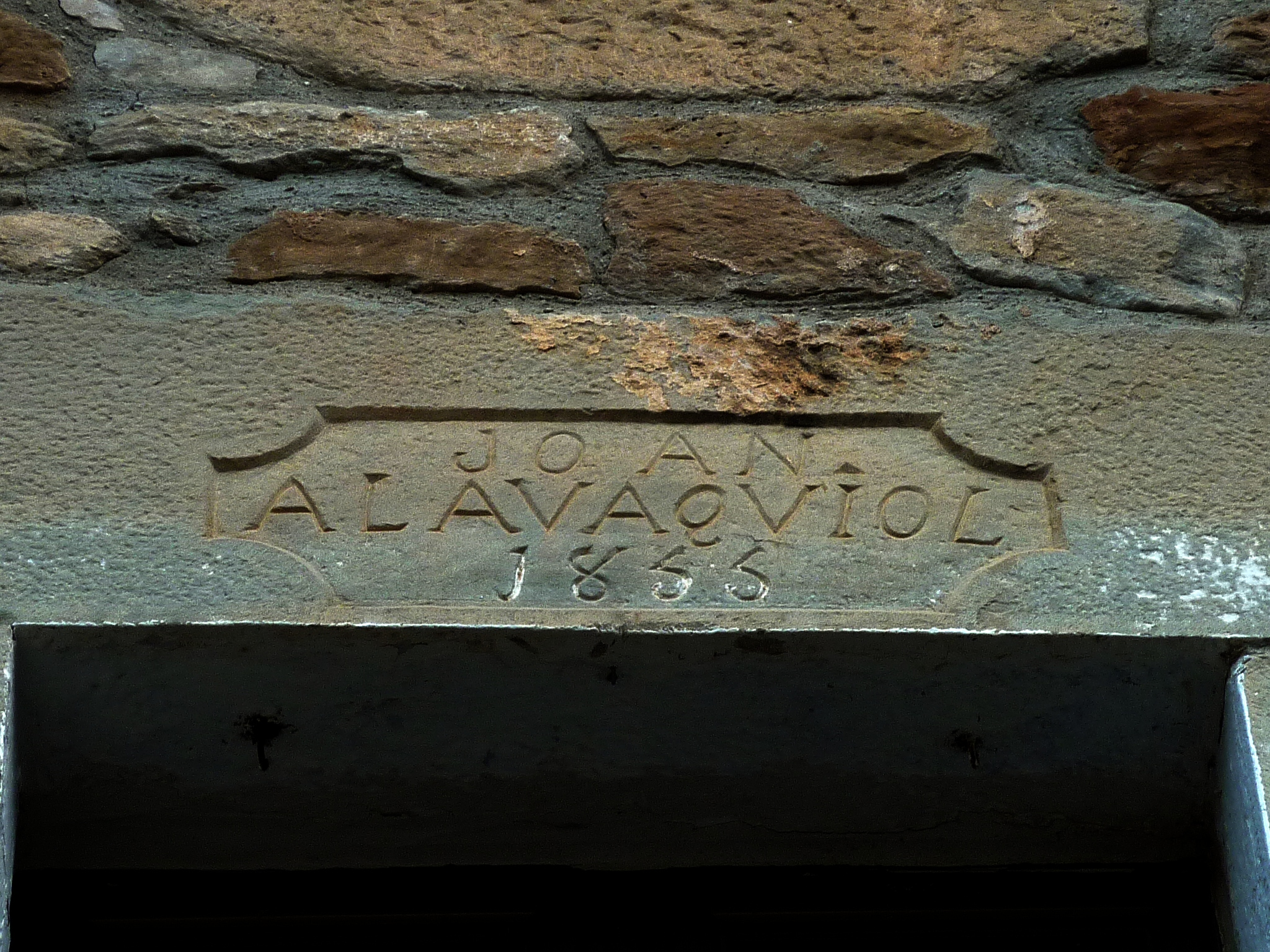
Llinda del balcó

A la façana principal (sud), hi ha la porta d'accés amb llinda de pedra, on hi ha una inscripció i la data de 1770. Per la banda dreta s'hi troben dues espitlleres i per la banda esquerra una. Al primer pis hi ha quatre balcons, un dels quals té una inscripció a la llinda: "Joan Alavaquiol" i la data de 1855. A la zona de les golfes hi ha quatre finestres, i les dues del centre són de carreus. A la façana est hi ha diverses finestres senzilles. A la façana nord, només hi ha la planta de les golfes, pel fet de trobar-se adossada a un monticle, en aquesta façana hi ha una finestra a la part esquerra. La façana oest es troba adjunta a "Ca l'Oliva".
La coberta és de dos vessants (nord-sud), acabada amb teules.
El cobert que s'annexa a la façana est, té una sola planta. La coberta és a una sola vessant i d'uralita. És un espai destinat al garatge.